# سلاخی (فیلم ۱۹۹۸)
سلاخی (به هندی: Salaakhen) فیلمی است محصول سال ۱۹۹۸ و به کارگردانی گودو دانوآ است. در این فیلم بازیگرانی همچون سانی دئول، راوینا تاندون، انوپم کهیر، فریده جلال، آمریش پوری، دون ورما، مانیشا کویرالا ایفای نقش کرده‌اند.